# Zbór Kościoła Zielonoświątkowego „Hosanna” w Gorzowie Wielkopolskim
Zbór Kościoła Zielonoświątkowego „Hosanna” w Gorzowie Wielkopolskim – zbór Kościoła Zielonoświątkowego w RP znajdujący się w Gorzowie Wielkopolskim, przy ulicy 30 Stycznia 14. 
Wcześniej w tym samym budynku odbywały się spotkania podobnej wspólnoty (neo-)zielonoświątkowej KChWE „Hosanna”. Poprzednia „Hosanna” sformowana została w wyniku charyzmatycznego/(neo-)zielonoświątkowego przebudzenia (i wyodrębnienia się z gorzowskiego zboru baptystycznego). 
Przebudzenie to miało miejsce w drugiej połowie lat 80. XX wieku, a powstała w jego wyniku wspólnota Hosanna (ale nie obecna wspólnota KZ Hosanna) przeszła do bratniego związku wyznaniowego (Kościół Chrześcijan Wiary Ewangelicznej). Spotkania KChWE Hosanna  zostały przeniesione do obecnego miejsca zgromadzeń KZ Hosanna z mieszczącego się niegdyś w pobliżu klubu studenckiego. 
Obecnie Kościół Chrześcijan Wiary Ewangelicznej w Gorzowie Wielkopolskim jako denominacja nie funkcjonuje, a jego dawni członkowie w przeważającej części zasilili Zbór Kościoła Zielonoświątkowego „Hosanna” oraz gorzowski Zbór Kościoła Bożego w Chrystusie „Górna Izba”.
Na koniec 2010 zbór skupiał 99 wiernych, w tym 70 ochrzczonych członków.